# Comuna Kalînivka, Korosten
Kalînivka (în ucraineană Калинівська сільська рада) este o comună în raionul Korosten, regiunea Jîtomîr, Ucraina, formată din satele Kalînivka (reședința), Krasnohirka, Moșkivka și Radeanske.

## Demografie
Componența lingvistică a comunei Kalînivka
     Ucraineană (100%)
Conform recensământului din 2001, toată populația comunei Kalînivka era vorbitoare de ucraineană (100%).